# 91-es busz (Kaposvár)
A kaposvári 91-es busz a Belváros, Kisgát, a Tisztviselőtelep, az Északnyugati városrész, valamint a város legnagyobb közúti csomópontja, a Füredi úti csomópont között teremt kapcsolatot. A járat csak munkanapokon közlekedik. Útvonalának nagy része megegyezik a 9-es busz útvonalával. A buszvonalat a Kaposvári Közlekedési Zrt. üzemelteti.

## Útvonal
A táblázatban az autóbusz-állomásról induló irány látható.
| Útvonal                |
| ---------------------- |
| Helyi autóbusz-állomás |
| Fő utca                |
| Virág utca             |
| Pázmány Péter utca     |
| Hegyi utca             |
| Arany János tér        |
| Honvéd utca            |
| 48-as ifjúság útja     |
| Füredi csomópont       |

## Megállóhelyek
A táblázatban a megállók az állomásról induló irány szerint vannak felsorolva.
| Megálló                | Össz. km (oda) | Össz. idő (oda) | Össz. km (vissza) | Össz. idő (vissza) | Átszállási lehetőség                                                        | A közelben található |
| ---------------------- | -------------- | --------------- | ----------------- | ------------------ | --------------------------------------------------------------------------- | --- |
| Helyi autóbusz-állomás | 0              | 0               | 4,1               | 15                 | 1, 3, 4, 5, 6, 7, 8, 8B, 8E, 8Y, 9, 10, 11, 11Y, 12, 13, 14, 15, 18, 31, 81 | Polgármesteri Hivatal, Járási Hivatal, Szivárvány Kultúrpalota, Corso Bevásárlóközpont, Retro Club, Somogy Áruház, Rippl-Rónai Múzeum, Somogy Megyei Levéltár, Somogy Megyei Önkormányzat, Távolsági autóbusz-állomás, Rendelőintézet, Szarvas Üzletház, Vasútállomás |
| Vasútállomás           | 0,7            | 2               | -                 | -                  | 6, 7, 8, 8B, 8E, 8Y, 9, 10, 18, 81                                          | Vasútállomás, Posta, Csiky Gergely Színház, TIT, Magyar Államkincstár, SZÜV-székház, Somogyterv Irodaház, KSH, Nagypiac |
| Fő u. 48.              | 1,2            | 4               | -                 | -                  | 7, 8, 8B, 8E, 8Y, 9, 18, 81 Tallián Gy. u. 4.: 10                           | Kodály Zoltán Központi Általános Iskola; Munkaügyi Központ; Kereskedelmi és Iparkamara; Dél-Dunántúli Regionális Fejlesztési Ügynökség; Zichy Mihály Iparművészeti, Ruhaipari Szakképző Iskola és Kollégium |
| Fő u. 37-39.           | -              | -               | 3,5               | 11                 | 7, 8, 8B, 8E, 8Y, 9, 18 Széchenyi tér: 10, 12, 81                           | Kaposvári Ruhagyár Rt. egykori épülete, Kodály Zoltán Központi Általános Iskola, Munkaügyi Központ, Hotel Dorottya****, Corso Étterem, OTP Igazgatóság, Somogy Megyei Kormányhivatal, Somogy TV, Magyar Nemzeti Bank egykori székháza, Bevándorlási és Állampolgársági Hivatal, Táncsics Mihály Gimnázium, Főposta (Postapalota), Országos Egészségbiztosítási Pénztár, Óvoda, Agóra - Együd Árpád Kulturális Központ, Takáts Gyula Megyei és Városi Könyvtár |
| Hársfa utca            | 1,5            | 5               | 3,1               | 10                 | 7, 8, 8B, 8E, 8Y, 9, 18, 81                                                 | Kaposi Mór Oktató Kórház, Kaposvári Nyomda, Rippl-Rónai József Közlekedési Szakképző Iskola és Kollégium |
| Virág utca             | 1,8            | 6               | 2,7               | 9                  | 9                                                                           | Rákóczi Stadion, Kaposvári Malom, Kaposvári Nyomda, Rippl-Rónai József Közlekedési Szakképző Iskola és Kollégium |
| Pázmány Péter u. 1.    | 2,3            | 7               | 2,3               | 8                  | 9                                                                           | Kaposi Mór Oktató Kórház, Gyógyszertárak, Gyógyászati segédeszköz boltok, Szakrendelők, Rippl-Rónai József Közlekedési Szakképző Iskola és Kollégium |
| Vöröstelek utca        | 2,8            | 9               | 1,9               | 6                  | 9                                                                           | Zrínyi Ilona Magyar-Angol Két Tanítási Nyelvű Általános Iskola, Eötvös Loránd Műszaki Szakközépiskola, Szakiskola és Kollégium |
| Hegyi utca             | 3,3            | 10              | 1,5               | 5                  | 9                                                                           | |
| Buzsáki utca           | 3,8            | 11              | 1,1               | 4                  | 9                                                                           | Tisztviselőtelep, Városi Sportcsarnok, Kaposvári Sportközpont, Kaposvári Sportiskola, Jégcsarnok, Fehér Ház, Enjoy Rádió, Matula Tanya, Zaranyi lakótelep |
| Arany János tér        | 4,3            | 13              | 0,9               | 3                  | 9, 12, 20, 20A, 26                                                          | Kisfaludy Utcai Általános Iskola, Piros házak, Arany téri piac, Dózsa Edzőcsarnok, Éjjel-nappali, Sávház |
| Arany János utca       | -              | -               | 0,4               | 1                  |                                                                             | Toldi Lakótelepi Általános Iskola és Gimnázium, Posta, Nemzeti Adó- és Vámhivatal, Szent Margit Templom, Sávház, Óvoda, CBA Cent Bevásárlóközpont |
| Füredi úti csomópont   | 5              | 16              | 0                 | 0                  | 1, 9, 10, 11, 11Y, 13, 20, 20A, 23, 27, 31                                  | CBA Cent Bevásárlóközpont, Posta, Óvoda, TESCO |

## Menetrend
- Aktuális menetrend Archiválva 2013. november 14-i dátummal a Wayback Machine-ben
- Útvonaltervező[halott link]